# Guillotine (1949)
Guillotine (Originaltitel: Reign of Terror) ist ein US-amerikanischer Spielfilm aus dem Jahr 1949, der während der Französischen Revolution spielt und die Terrorherrschaft unter Maximilien Robespierre beschreibt. Der Film verbindet das Genre des Historienfilms mit Stilmitteln des Film noir.

## Handlung
Obwohl er bereits der mächtigste Mann Frankreichs ist, will Maximilien Robespierre diktatorische Macht erlangen. Er versucht Barras von seiner Idee zu überzeugen, da dieser der einzige ist, der ihn vor dem Nationalkonvent dazu nominieren kann. Barras weigert sich und geht in den Untergrund.
Währenddessen tötet Charles D’Aubigny den blutrünstigen Straßburger Ankläger Duval und schlüpft in dessen Rolle. Gegenüber Robespierre und Joseph Fouché kann D’Aubigny diese Rolle erfolgreich spielen, da beide ihn noch nie persönlich gesehen haben. Robespierre erzählt „Duval“, dass sein schwarzes Buch gestohlen worden sei. In diesem sind alle Feinde notiert, die noch hingerichtet werden sollen. Robespierre fürchtet, dass sich seine Feinde zusammenschließen könnten, wenn sie erfahren sollten, dass sie auch in dem Buch stünden. D’Aubigny solle das Buch wiederbeschaffen.
D’Aubigny trifft Barras über seine Kontaktfrau Madelon, die er einst liebte. Die Polizei unter Führung von Saint-Just entdeckt Barras und verhaftet diesen. D’Aubigny wird nicht verdächtigt und besucht Barras im Gefängnis. In D’Aubigny erhärtet sich der Verdacht, dass Robespierre sein Buch gar nicht wirklich verloren hat. Saint-Just ist misstrauisch, was „Duval“ angeht, und versucht D’Aubignys wirkliche Identität zu erfahren, nur durch eine List Madelons wird  D’Aubigny nicht überführt.
Fouché spielt ein doppeltes Spiel, einerseits ist er bereit, Robespierre zu verraten, andererseits versucht er D’Aubigny zu ermorden, was dieser verhindern kann. Fouché nimmt Madelon gefangen und lässt diese foltern. Er bietet D’Aubigny an, sie gegen das Buch auszutauschen.
D’Aubigny lässt das Buch im Konvent herumgeben, der aufgebrachte Konvent stellt sich zunächst gegen Robespierre. Als es diesem jedoch gelingt, die Menge umzustimmen, schießt ihm ein Gefolgsmann Fouchés in den Kiefer, so dass dieser nicht mehr sprechen kann. Fouché gelingt es damit, die Situation wieder zuungunsten Robespierres zu wenden. Er lässt diesen zur Guillotine bringen und hinrichten.
D’Aubigny durchsucht Robespierres Büro, findet einen geheimen Raum und befreit Madelon. Fouché trifft innerhalb der Menge auf einen jungen Offizier und fragt diesen nach seinem Namen. Als dieser antwortet: „Bonaparte. Napoleon Bonaparte“, verspricht ihm Fouché, seinen Namen in Erinnerung zu behalten.

## Hintergrund
Executive Producer Walter Wanger und Produzent William Cameron Menzies drehten den Film mit Produktionskosten von 40.000 US-Dollar.
Guillotine wurde am 16. Juni 1949 in den USA uraufgeführt und startete am 8. Dezember 1950 in den Kinos der Bundesrepublik Deutschland. In Deutschland ist das Werk auch unter den Namen Dämon in Paris oder Das schwarze Buch und in Österreich als Herrschaft des Schreckens bekannt

## Kritik
„Ohne historischen Ehrgeiz, ganz den Effekten gewidmeter Reißer“ urteilte das Lexikon des internationalen Films.

## Synchronisation
Die deutsche Synchronfassung entstand 1981.
| Rolle                   | Darsteller       | Synchronsprecher    |
| ----------------------- | ---------------- | ------------------- |
| Charles D’Aubigny       | Robert Cummings  | Michael Brennicke   |
| Maximilien Robespierre  | Richard Basehart | Reinhard Glemnitz   |
| Joseph Fouché           | Arnold Moss      | Christian Marschall |
| Tallien, Barras Gehilfe | Norman Lloyd     | Fred Maire          |
| Saint-Just              | Jess Barker      | Berno von Cramm     |